# Cyclodorippe antennaria
Cyclodorippe antennaria är en kräftdjursart som beskrevs av Alphonse Milne-Edwards 1880. Cyclodorippe antennaria ingår i släktet Cyclodorippe och familjen Cyclodorippidae. Inga underarter finns listade i Catalogue of Life.